# Wimbledon Championships 1985
Die 99. Wimbledon Championships fanden vom 24. Juni bis zum 7. Juli 1985 in London, Großbritannien statt. Ausrichter war der All England Lawn Tennis and Croquet Club.
Die großen Sieger des Turniers waren Boris Becker und Martina Navratilova.
Becker gewann das Herreneinzel und wurde mit 17 Jahren zum bis heute jüngsten Wimbledonsieger der Herrenkonkurrenz.
Navratilova gewann zum vierten Mal in Folge das Dameneinzel und holte den Titel im Mixed an der Seite von Paul McNamee. Im Doppel scheiterte sie an der Seite von Pam Shriver erst im Finale an Kathy Jordan & Elizabeth Smylie.

## Herreneinzel

### Setzliste
| Nr. | Spieler        | Erreichte Runde |
| --- | -------------- | --------------- |
| 01. | John McEnroe   | Viertelfinale   |
| 02. | Ivan Lendl     | Achtelfinale    |
| 03. | Jimmy Connors  | Halbfinale      |
| 04. | Mats Wilander  | 1. Runde        |
| 05. | Anders Järryd  | Halbfinale      |
| 06. | Pat Cash       | 2. Runde        |
| 07. | Joakim Nyström | 3. Runde        |
| 08. | Kevin Curren   | Finale          |

| Nr. | Spieler          | Erreichte Runde |
| --- | ---------------- | --------------- |
| 09. | Johan Kriek      | 3. Runde        |
| 10. | Aaron Krickstein | 1. Runde        |
| 11. | Yannick Noah     | 3. Runde        |
| 12. | Miloslav Mečíř   | 1. Runde        |
| 13. | Eliot Teltscher  | 2. Runde        |
| 14. | Stefan Edberg    | Achtelfinale    |
| 15. | Tomáš Šmíd       | 2. Runde        |
| 16. | Tim Mayotte      | Achtelfinale    |

## Dameneinzel

### Setzliste
| Nr. | Spielerin            | Erreichte Runde |
| --- | -------------------- | --------------- |
| 01. | Chris Evert-Lloyd    | Finale          |
| 02. | Martina Navratilova  | Sieg            |
| 03. | Hana Mandlíková      | 3. Runde        |
| 04. | Manuela Maleewa      | Achtelfinale    |
| 05. | Pam Shriver          | Viertelfinale   |
| 06. | Claudia Kohde-Kilsch | 2. Runde        |
| 07. | Helena Suková        | Viertelfinale   |
| 08. | Zina Garrison        | Halbfinale      |

| Nr. | Spielerin          | Erreichte Runde |
| --- | ------------------ | --------------- |
| 09. | Bonnie Gadusek     | 2. Runde        |
| 10. | Kathy Jordan       | 2. Runde        |
| 11. | Steffi Graf        | Achtelfinale    |
| 12. | Catarina Lindqvist | 1. Runde        |
| 13. | Carling Bassett    | 2. Runde        |
| 14. | Wendy Turnbull     | 3. Runde        |
| 15. | Gabriela Sabatini  | 3. Runde        |
| 16. | Kathy Rinaldi      | Halbfinale      |

## Herrendoppel

### Setzliste
| Nr. | Paarung                        | Erreichte Runde |
| --- | ------------------------------ | --------------- |
| 01. | Peter Fleming John McEnroe     | Halbfinale      |
| 02. | Pavel Složil Tomáš Šmíd        | 2. Runde        |
| 03. | Ken Flach Robert Seguso        | 1. Runde        |
| 04. | Stefan Edberg Anders Järryd    | Achtelfinale    |
| 05. | Pat Cash John Fitzgerald       | Finale          |
| 06. | Mark Edmondson Kim Warwick     | 1. Runde        |
| 07. | Joakim Nyström Mats Wilander   | 1. Runde        |
| 08. | Heinz Günthardt Balázs Taróczy | Sieg            |

| Nr. | Paarung                            | Erreichte Runde |
| --- | ---------------------------------- | --------------- |
| 09. | Paul Annacone Christo van Rensburg | Viertelfinale   |
| 10. | Broderick Dyke Wally Masur         | 1. Runde        |
| 11. | Francisco González Matt Mitchell   | 1. Runde        |
| 12. | Henri Leconte Yannick Noah         | 2. Runde        |
| 13. | Sammy Giammalva Tony Giammalva     | 2. Runde        |
| 14. | Kevin Curren Johan Kriek           | Viertelfinale   |
| 15. | Steve Meister Eliot Teltscher      | Achtelfinale    |
| 16. | Peter Doohan Michael Fancutt       | 1. Runde        |

## Damendoppel

### Setzliste
| Nr. | Paarung                                 | Erreichte Runde |
| --- | --------------------------------------- | --------------- |
| 01. | Martina Navratilova Pam Shriver         | Finale          |
| 02. | Claudia Kohde-Kilsch Helena Suková      | Halbfinale      |
| 03. | Kathy Jordan Elizabeth Smylie           | Sieg            |
| 04. | Hana Mandlíková Wendy Turnbull          | Halbfinale      |
| 05. | Barbara Potter Sharon Walsh-Pete        | Viertelfinale   |
| 06. | Swetlana Tschernewa Laryssa Sawtschenko | Viertelfinale   |
| 07. | Bettina Bunge Eva Pfaff                 | Achtelfinale    |
| 08. | Rosalyn Fairbank Anne Hobbs             | 1. Runde        |

| Nr. | Paarung                          | Erreichte Runde |
| --- | -------------------------------- | --------------- |
| 09. | Betsy Nagelsen Anne White        | Achtelfinale    |
| 10. | Jo Durie Chris Evert-Lloyd       | Viertelfinale   |
| 11. | Elise Burgin Alycia Moulton      | Achtelfinale    |
| 12. | Lea Antonoplis Candy Reynolds    | 1. Runde        |
| 13. | Fernandez Russell                | Rückzug         |
| 14. | Virginia Ruzici Andrea Temesvári | Viertelfinale   |
| 15. | Carling Bassett Andrea Leand     | 2. Runde        |
| 16. | Beverly Mould Paula Smith        | Achtelfinale    |

## Mixed

### Setzliste
| Nr. | Paarung                          | Erreichte Runde |
| --- | -------------------------------- | --------------- |
| 01. | Wendy Turnbull John Lloyd        | Viertelfinale   |
| 02. | Martina Navratilova Paul McNamee | Sieg            |
| 03. | Anne Hobbs Robert Seguso         | 2. Runde        |
| 04. | Helena Suková Pavel Složil       | Viertelfinale   |

| Nr. | Paarung                          | Erreichte Runde |
| --- | -------------------------------- | --------------- |
| 05. | Jo Durie Steve Denton            | Viertelfinale   |
| 06. | Kathy Jordan Mark Edmondson      | Halbfinale      |
| 07. | Elizabeth Smylie John Fitzgerald | Finale          |
| 08. | Betsy Nagelsen Scott Davis       | Halbfinale      |

## Junioren

### Junioreneinzel
Sieger: Leonardo Lavalle (MEX)

### Juniorendoppel
Sieger: Augustin Moreno (MEX) & Jaime Yzaga (PER)

### Juniorinnen Einzel
Siegerin: Andrea Holíková (TCH)

### Juniorinnen Doppel
Siegerinnen: Louise Field (AUS) & Janine Thompson (AUS)